# موشه رومانو
موشه رومانو (انگلیسی: Moshe Romano؛ زادهٔ ۶ مهٔ ۱۹۴۶) بازیکن فوتبال اهل اسرائیل است.
او همچنین در تیم ملی فوتبال اسرائیل بازی کرده است.